# Bremsprobeanlage

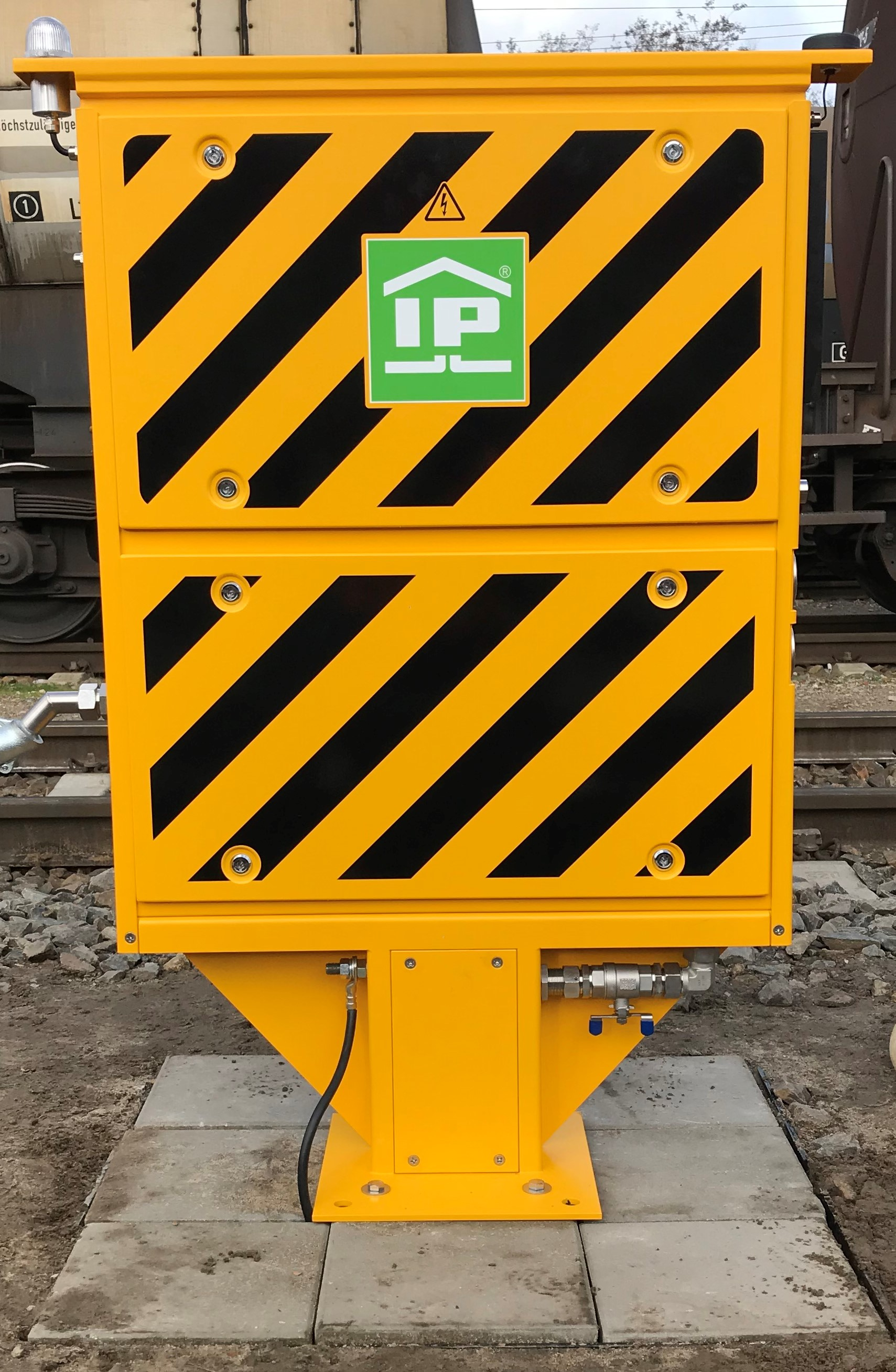
Bremsprobegerät BPG Gz 3 für Güterzüge mit Fernsteuerung von IP Coswig

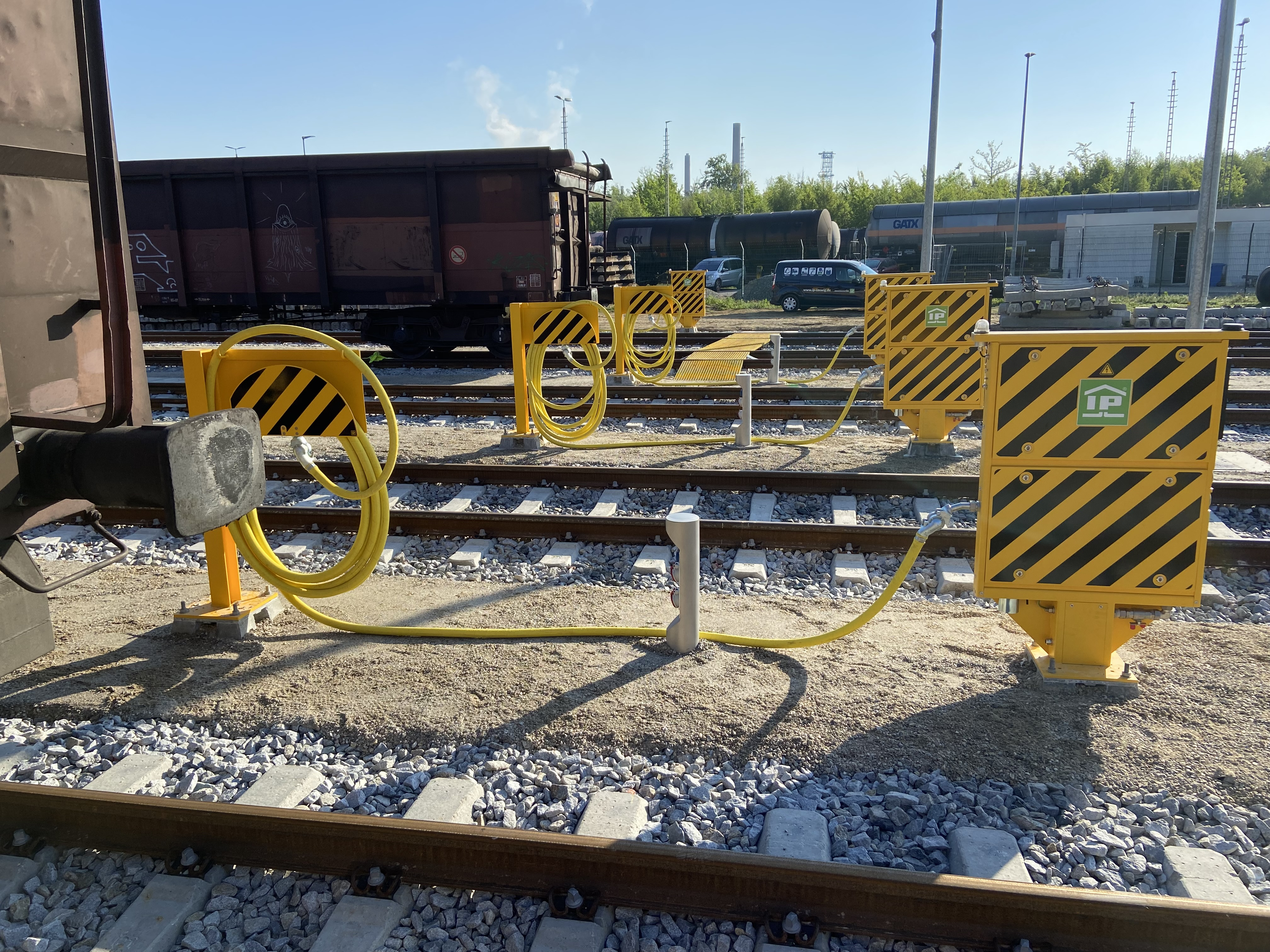
Bremsprobegerät BPG Gz 3 mit Fernsteuerung von Industrie-Partner

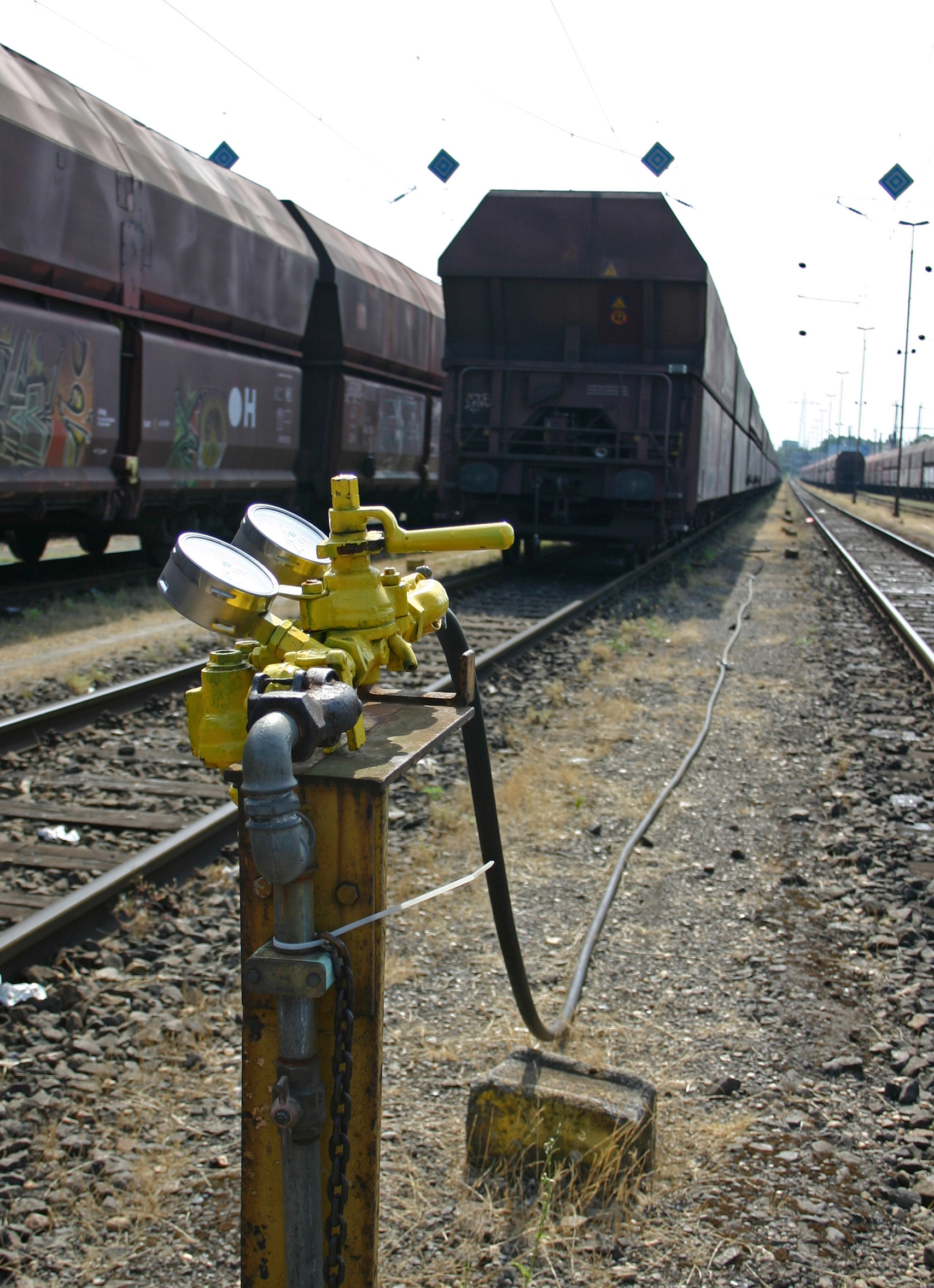
Bremsprobeanlage mit PDR1 im Bahnhof Oberhausen West, 2019

Eine Bremsprobeanlage (in der Schweiz Vorbremsanlage) wird für die Herstellung der Betriebsbereitschaft eines Eisenbahnzuges benötigt. Sie dient dazu, eine Volle Bremsprobe (in der Schweiz Hauptbremsprobe) ohne ein Triebfahrzeug an einer Zuggarnitur durchzuführen. So können in Zugbildungsbahnhöfen zusätzliche Triebfahrzeuge und deren Bedienpersonal für die Bremsprobe eingespart werden.
Mittels der Bremsprobeanlage wird im ersten Schritt das Bremssystem des gesamten Wagenzuges mit Druckluft befüllt. Im Anschluss an den Füllvorgang wird durch den Wagenmeister die Bremsprobe durchgeführt. Man unterscheidet Bremsprobeanlagen in handbediente und ferngesteuerte Bremsprobeanlagen.
Bei der handbedienten Bremsprobeanlage werden die benötigten Drücke für die Bremsprobe über eine Art Führerbremsventil (z. B.: Prüfdruckregler1 (PDR1)) eingestellt.
Ein Vorteil ist die kostengünstige Technik. Nachteilig ist die sehr zeitintensive Verfahrensweise, da der Rangierer für die einzelnen Schritte der Bremsprobe wieder zur Bremsprobeanlage zurückkehren muss.
Die ferngesteuerte Bremsprobeanlage wird in der Regel über ein Funkmodul bedient. Es werden nur noch die einzelnen Schritte der Bremsprobe angewählt, wie zum Beispiel das Füllen. Das System funktioniert ähnlich wie moderne Anlagen zur Reifendruckkontrolle. Am anderen Ende des Gleises befindet sich eine Bedientafel mit Tasten, mit der die Anlage gesteuert werden kann.
Vorteilhaft ist das Sparen von Wegezeiten des Rangierers, da er nicht für jeden Schritt der Bremsprobe zum Füllständer zurückkehren muss. Der Nachteil sind die Kosten für Beschaffung und Wartung der Anlage.